# 山西通力達基地特大詐騙案
山西通力達基地特大詐騙案於2016年1月份發生於中華人民共和國山西省一帶，由該公司董事長岳河甫組織一特大詐欺集團，規模以億元計，以空手套利方式意圖詐取社會資金用以偷挖國家礦產，最後因山西省加大私礦取締，導致該組織資金斷練，最終被破獲。

## 詐欺模式
據央視深入調查發現2012年底開始岳河甫團夥就設計了一套精密的合法掩護非法計畫，以山西司法局批准等名義成立「通力達投資公司」和「通力達司法救濟基金會」對外行騙，稱在山西要建立20多個「安置帮教基地」給出獄的受刑人輔導就業和職訓，並聲稱為「陽光工程」項目有社會捐款和政府支持。當年度在浦縣建立了一個驢子養殖場，但建設資金都由其招募的工程隊墊付，之後賴帳數年未還，所養20多匹驢都棄置給當地村民和書記養殖未給一分錢，數年後草料費已達30多萬，通力達在村民多次鬧事後就將驢子全部抵給村子但還欠14萬以上，持續拖欠。
但同時不斷以此驢業基地的照片影片對外行騙，聲稱其確有從事基地建設，並已經輔導一千多受刑人就業，等等詐騙宣傳，其在交口和孝義等地也建立了一些簡易的工棚和養殖槽，實為棄置的爛尾樓，但也成為其宣傳工具，建設費也是拖欠包商。同時在浙江、湖南等大省開始大規模行騙，招攬土石營建包商來承包更多基地，但要求對方每一家先繳交數百萬人民幣保證金，承諾開工後退還但終究沒有退還，侵吞一空。
警方深入調查發現這些基地其實只是掩人耳目，其實所選地周邊都有煤礦和鋁土礦脈，其原本預計騙取社會資金後進行私礦開挖轉賣牟利，再回補資金鏈形成循環運作，不料山西省加大私礦取締，其多個礦場設備沒收工人也被抓，逐漸資金斷裂而爆發受害營造商集體討債，最後事件被破獲。